# Ratne
Ratne (in ucraino Ратне?; in polacco Ratno) è un insediamento rurale ucraino (9 677  abitanti) nel distretto di Kovel', nell'oblast' di Volinia. Ospita l'amministrazione della comunità territoriale di Ratne, una delle comunità territoriali dell'Ucraina.
Fino al 18 luglio 2020 Ratne fungeva da centro amministrativo del distretto di Ratne, abolito come parte della riforma amministrativa dell'Ucraina, che ha ridotto a quattro il numero dei distretti dell'oblast' di Volinia. L'area del distretto di Ratne è stata fusa nel distretto di Kovel'.
Fino al 26 gennaio 2024 Ratne era classificata come insediamento di tipo urbano. Da tale data è entrata in vigore una nuova legge che ha abolito questo status e Ratne è stata riclassificata come insediamento rurale.